# ماکس (ایندیانا)
ماکس (به انگلیسی: Max) یک منطقهٔ مسکونی در ایالات متحده آمریکا است که در شهرستان بونی، ایندیانا واقع شده‌است. ماکس ۲۸۱٫۰۳ متر بالاتر از سطح دریا واقع شده‌است.